# Dorcadion
Dorcadion is een kevergeslacht uit de familie van de boktorren (Cerambycidae). De wetenschappelijke naam van het geslacht werd voor het eerst geldig gepubliceerd in 1817 door Dalman.

## Soorten
Dorcadion omvat de volgende soorten:
- Dorcadion absinthium Plavilstshikov, 1937
- Dorcadion acutispinum Motschulsky, 1860
- Dorcadion arietinum Jakovlev, 1897
- Dorcadion borochorense Breuning, 1944
- Dorcadion danilevskyi Dolin & Owtshinnikow, 1999
- Dorcadion darjae Danilevsky, 2001
- Dorcadion globithorax Jakovlev, 1895
- Dorcadion grande Jakovlev, 1906
- Dorcadion irinae Danilevsky, 1997
- Dorcadion kapchagaicum Danilevsky, 1996
- Dorcadion kastekum Danilevsky, 1996
- Dorcadion leopardinum Plavilstshikov, 1937
- Dorcadion mystacinum Ballion, 1878
- Dorcadion nikolaevi Danilevsky, 1995
- Dorcadion ninae Danilevsky, 1995
- Dorcadion nivosum (Suvorov, 1913)
- Dorcadion optatum Jakovlev, 1906
- Dorcadion pantherinum Jakovlev, 1899
- Dorcadion pelidnum Jakovlev, 1906
- Dorcadion profanifuga Plavilstshikov, 1951
- Dorcadion songaricum Ganglbauer, 1884
- Dorcadion suvorovi (Jakovlev, 1906)
- Dorcadion suvorovianum Plavilstshikov, 1916
- Dorcadion thianshanense Breuning, 1947
- Dorcadion tianshanskii (Suvorov, 1910)
- Dorcadion tibiale (Jakovlev, 1890)
- Dorcadion toropovi Danilevsky, 1999
- Dorcadion tschitscherini Jakovlev, 1899
- Dorcadion unidiscale Breuning, 1946
- Dorcadion urdzharicum Plavilstshikov, 1937
- Dorcadion zhaisanicum Shapovalov, 2007
- Dorcadion aethiops (Scopoli, 1763)
- Dorcadion balthasari Heyrovský, 1962
- Dorcadion carinatum (Pallas, 1771)
- Dorcadion cervae Frivaldszky, 1892
- Dorcadion fulvum (Scopoli, 1763)
- Dorcadion gashtarovi Sama, Dascalu & Pesarini, 2010
- Dorcadion hybridum Ganglbauer, 1884
- Dorcadion ingeae Peks, 1993
- Dorcadion laevepunctatum Breuning, 1944
- Dorcadion maderi Breit, 1923
- Dorcadion majoripenne Pic, 1926
- Dorcadion sterbai Breuning, 1944
- Dorcadion abstersum Holzschuh, 1982
- Dorcadion accola Heyden, 1894
- Dorcadion afflictum Pesarini & Sabbadini, 1998
- Dorcadion akpinarense Bernhauer & Peks, 2010
- Dorcadion albanicum Heyrovský, 1934
- Dorcadion albolineatum Küster, 1847
- Dorcadion albonotatum Pic, 1895
- Dorcadion albosuturale Breuning, 1946
- Dorcadion amanense Breuning, 1943
- Dorcadion anatolicum Pic, 1900
- Dorcadion apicerufum Breuning, 1943
- Dorcadion arcivagum (Thomson, 1867)
- Dorcadion ardahense Breuning, 1975
- Dorcadion arenarioides Rabaron, 1979
- Dorcadion arenarium (Scopoli, 1763)
- Dorcadion ariannae Pesarini & Sabbadini, 2008
- Dorcadion atticum Kraatz, 1873
- Dorcadion auratum Tournier, 1872
- Dorcadion axillare Küster, 1847
- Dorcadion bangi Heyden, 1894
- Dorcadion banjkovskyi Plavilstshikov, 1958
- Dorcadion basale Kraatz, 1873
- Dorcadion beckeri Kraatz, 1873
- Dorcadion bernhauerorum Peks, 2010
- Dorcadion biforme Kraatz, 1873
- Dorcadion bisignatum Jakovlev, 1899
- Dorcadion bistriatum Pic, 1898
- Dorcadion bithyniense Chevrolat, 1856
- Dorcadion blanchardi Mulsant & Rey, 1863
- Dorcadion blandulus Holzschuh, 1977
- Dorcadion bodemeyeri Daniel K., 1900
- Dorcadion boluense Breuning, 1962
- Dorcadion borisi Heyrovský, 1931
- Dorcadion boszdaghense Fairmaire, 1866
- Dorcadion boucardi Pic, 1942
- Dorcadion bouilloni Breuning & Ruspoli, 1975
- Dorcadion brauni Breuning, 1979
- Dorcadion bravardi Pic, 1916
- Dorcadion bremeri Breuning, 1981
- Dorcadion brenskei Ganglbauer, 1884
- Dorcadion brunneicolle Kraatz, 1873
- Dorcadion bulgharmaadense Breuning, 1946
- Dorcadion buresi Šterba, 1922
- Dorcadion cachinno Thomson, 1867
- Dorcadion caprai Breuning, 1951
- Dorcadion carinipenne Pic, 1900
- Dorcadion carolisturanii Breuning, 1971
- Dorcadion caspiense Breuning, 1956
- Dorcadion catenatum Waltl, 1838
- Dorcadion chopardi Breuning, 1948
- Dorcadion chrysochroum Breuning, 1943
- Dorcadion cinctellum Fairmaire, 1866
- Dorcadion cinerarium (Fabricius, 1787)
- Dorcadion cineriferum Suvorov, 1909
- Dorcadion cingulatoides Breuning, 1946
- Dorcadion cingulatum Ganglbauer, 1884
- Dorcadion ciscaucasicum Jakovlev, 1899
- Dorcadion coiffaiti Breuning, 1962
- Dorcadion complanatum Ganglbauer, 1884
- Dorcadion condensatum Küster, 1852
- Dorcadion confluens Fairmaire, 1866
- Dorcadion corcyricum Ganglbauer, 1884
- Dorcadion crassicolle Pesarini & Sabbadini, 2007
- Dorcadion cretosum Ferrari, 1864
- Dorcadion crux (Billberg, 1817)
- Dorcadion culminicola Thomson, 1867
- Dorcadion czegodaevi Danilevsky, 1992
- Dorcadion czipkai Breuning, 1973
- Dorcadion danczenkoi Danilevsky, 1996
- Dorcadion daratshitshagi Suvorov, 1915
- Dorcadion decipiens Germar, 1824
- Dorcadion delagrangei Pic, 1894
- Dorcadion demokidovi Suvorov, 1915
- Dorcadion deyrollei Ganglbauer, 1884
- Dorcadion dimidiatum Motschulsky, 1838
- Dorcadion discodivisum Pic, 1939
- Dorcadion dokhtouroffi Ganglbauer, 1886
- Dorcadion drusoides Breuning, 1962
- Dorcadion drusum Chevrolat, 1870
- Dorcadion elazigi Fuchs & Breuning, 1971
- Dorcadion elbursense Breuning, 1943
- Dorcadion elegans Kraatz, 1873
- Dorcadion enricisturanii Breuning & Ruspoli, 1971
- Dorcadion epirense Breuning, 1942
- Dorcadion equestre (Laxmann, 1770)
- Dorcadion etruscum (Rossi, 1790)
- Dorcadion eugeniae Ganglbauer, 1886
- Dorcadion faldermanni Ganglbauer, 1884
- Dorcadion ferruginipes Ménétriés, 1836
- Dorcadion formosum Kraatz, 1871
- Dorcadion frustrator Plavilstshikov, 1958
- Dorcadion funestum Ganglbauer, 1884
- Dorcadion gallipolitanum Thomson, 1867
- Dorcadion glabricolle Breuning, 1943
- Dorcadion glaucum Faldermann, 1837
- Dorcadion gorbunovi Danilevsky, 1985
- Dorcadion granigerum Ganglbauer, 1884
- Dorcadion gusakovi Danilevsky, 2007
- Dorcadion haemorrhoidale Hampe, 1852
- Dorcadion halepense Kraatz, 1873
- Dorcadion hampii Mulsant & Rey, 1863
- Dorcadion heinzi Breuning, 1964
- Dorcadion heldreichii Kraatz, 1873
- Dorcadion hellmanni Ganglbauer, 1884
- Dorcadion heyrovskyi Breuning, 1943
- Dorcadion holosericeum Krynicki, 1832
- Dorcadion holtzi Pic, 1905
- Dorcadion iconiense Daniel K., 1901
- Dorcadion impressicolle Kraatz, 1873
- Dorcadion indutum Faldermann, 1837
- Dorcadion infernale Mulsant & Rey, 1863
- Dorcadion inikliense Bernhauer & Peks, 2010
- Dorcadion inspersum Holzschuh, 1982
- Dorcadion insulare Kraatz, 1873
- Dorcadion intrusum Pesarini & Sabbadini, 2009
- Dorcadion irakensis Al-Ali & Ismail, 1987
- Dorcadion iranicum Breuning, 1947
- Dorcadion ispartense Breuning, 1960
- Dorcadion ivani Pesarini & Sabbadini, 2011
- Dorcadion jacovleviellum Plavilstshikov, 1951
- Dorcadion janatai Kadlec, 2006
- Dorcadion johannisfranci Pesarini & Sabbadini, 2007
- Dorcadion kaimakcalanum Jurecek, 1929
- Dorcadion kalashiani Danilevsky, 1992
- Dorcadion karamanense Özdikmen & Koçak, 2013
- Dorcadion karsense Suvorov, 1915
- Dorcadion kasikoporanum Pic, 1902
- Dorcadion kazanciense Bernhauer & Peks, 2010
- Dorcadion kharpuensis Danilevsky, 1998
- Dorcadion kindermanni Waltl, 1838
- Dorcadion klavdiae Danilevsky, 1992
- Dorcadion koechlini Pic, 1898
- Dorcadion komarowi Jakovlev, 1887
- Dorcadion kozanii Breuning, 1962
- Dorcadion kraetschmeri D. Bernhauer, 1988
- Dorcadion krueperi Ganglbauer, 1884
- Dorcadion kuldschanum Pic, 1908
- Dorcadion kurdistanum Breuning, 1944
- Dorcadion kurucanum Holzschuh, 2007
- Dorcadion kykladicum Breuning, 1944
- Dorcadion ladikanum Braun, 1976
- Dorcadion laeve Faldermann, 1837
- Dorcadion lameeri Théry, 1896
- Dorcadion lamiae Breuning, 1962
- Dorcadion ledouxi Breuning, 1975
- Dorcadion linderi Tournier, 1872
- Dorcadion lineatocolle Kraatz, 1873
- Dorcadion lineatopunctatum Breuning, 1944
- Dorcadion litigiosum Ganglbauer, 1884
- Dorcadion ljubetense Pic, 1909
- Dorcadion lodosi Sabbadini & Pesarini, 1992
- Dorcadion lohsei Braun, 1976
- Dorcadion longulum Breuning, 1943
- Dorcadion lugubre Kraatz, 1873
- Dorcadion macedonicum Jurecek, 1929
- Dorcadion maceki Holzschuh, 1995
- Dorcadion maljushenkoi Pic, 1904
- Dorcadion marandense Holzschuh, 2007
- Dorcadion martini D. Bernhauer, 1988
- Dorcadion mediterraneum Breuning, 1942
- Dorcadion megriense Lazarev, 2009
- Dorcadion menradi Holzschuh, 1989
- Dorcadion merkli Ganglbauer, 1884
- Dorcadion meschniggi Breit, 1928
- Dorcadion mesopotamicum Breuning, 1944
- Dorcadion micans Thomson, 1867
- Dorcadion mimarenarium Breuning, 1974
- Dorcadion minkovae Heyrovský, 1962
- Dorcadion minutum Kraatz, 1873
- Dorcadion mniszechii Kraatz, 1873
- Dorcadion moreanum Pic, 1907
- Dorcadion morozovi Danilevsky, 1992
- Dorcadion mosulense Özdikmen, Al-Hamadani & Ali, 2013
- Dorcadion multimaculatum Pic, 1932
- Dorcadion murrayi Küster, 1847
- Dorcadion musarti Pic, 1907
- Dorcadion narlianum Özdikmen, Mercan & Cihan, 2012
- Dorcadion nigrostriatum Adlbauer, 1982
- Dorcadion nihalae Rapuzzi & Sama, 2012
- Dorcadion nitidum Motschulsky, 1838
- Dorcadion nobile Hampe, 1852
- Dorcadion nurense Danilevsky & Murzin, 2009
- Dorcadion obenbergeri Heyrovský, 1940
- Dorcadion obtusicolle Pic, 1926
- Dorcadion obtusum Breuning, 1944
- Dorcadion oetalicum Pic, 1902
- Dorcadion oezdurali Önalp, 1988
- Dorcadion olympicum Ganglbauer, 1882
- Dorcadion ortrudae Braun, 1978
- Dorcadion ossae Heyrovský, 1941
- Dorcadion paracinerarium Breuning, 1974
- Dorcadion pararenarium Breuning, 1969
- Dorcadion pararufipenne Braun, 1976
- Dorcadion parcepunctatum Breuning, 1948
- Dorcadion parinfernale Breuning, 1975
- Dorcadion parnassi Kraatz, 1873
- Dorcadion pasquieri Breuning, 1975
- Dorcadion pavesii Pesarini & Sabbadini, 1998
- Dorcadion pedestre (Poda, 1761)
- Dorcadion peksi D. Bernhauer, 2010
- Dorcadion peloponesium Pic, 1902
- Dorcadion peloponnesicum Breuning, 1982
- Dorcadion pergamenum Pesarini & Sabbadini, 2009
- Dorcadion petrovitzi Heyrovský, 1964
- Dorcadion pilosellum Kraatz, 1873
- Dorcadion pilosipenne Breuning, 1943
- Dorcadion piochardi Kraatz, 1873
- Dorcadion pittinorum Pesarini & Sabbadini, 1998
- Dorcadion pluto Thomson, 1867
- Dorcadion poleti Breuning, 1948
- Dorcadion ponomarenkoi Danilevsky, 2010
- Dorcadion praetermissum Pesarini & Sabbadini, 1998
- Dorcadion preissi Heyden, 1894
- Dorcadion pseudarcivagum Breuning, 1943
- Dorcadion pseudinfernale Breuning, 1943
- Dorcadion pseudobithyniense Breuning, 1962
- Dorcadion pseudocinctellum Breuning, 1943
- Dorcadion pseudoholosericeum Breuning, 1962
- Dorcadion pseudonobile Breuning, 1946
- Dorcadion pseudopreissi Breuning, 1962
- Dorcadion punctipenne Küster, 1852
- Dorcadion punctulicolle Breuning, 1944
- Dorcadion purkynei Heyrovský, 1925
- Dorcadion pusillum Küster, 1847
- Dorcadion pygmaeum Breuning, 1947
- Dorcadion quadripustulatum Kraatz, 1873
- Dorcadion regulare Pic, 1931
- Dorcadion reitteri Ganglbauer, 1884
- Dorcadion ressli Holzschuh, 2007
- Dorcadion rigattii Breuning, 1966
- Dorcadion rizeanum (Breuning & Villiers, 1967)
- Dorcadion robustum Ganglbauer, 1884
- Dorcadion rolandmenradi Peks, 1995
- Dorcadion rosti Pic, 1900
- Dorcadion rufoapicipenne Breuning, 1946
- Dorcadion rufogenuum Reitter, 1895
- Dorcadion sareptanum Kraatz, 1873
- Dorcadion saulcyi Thomson, 1865
- Dorcadion scabricolle (Dalman, 1817)
- Dorcadion schultzei Heyden, 1894
- Dorcadion scopolii (Herbst, 1784)
- Dorcadion scrobicolle Kraatz, 1873
- Dorcadion semenovi Ganglbauer, 1884
- Dorcadion semiargentatum Pic, 1905
- Dorcadion semibrunneum Pic, 1903
- Dorcadion semilineatum Fairmaire, 1866
- Dorcadion semilucens Kraatz, 1873
- Dorcadion seminudum Kraatz, 1873
- Dorcadion semivelutinum Kraatz, 1873
- Dorcadion septemlineatum Waltl, 1838
- Dorcadion sericatum Sahlberg, 1823
- Dorcadion serouensis Kadlec, 2006
- Dorcadion sevliczi Danilevsky, 1985
- Dorcadion shestopalovi Danilevsky, 1993
- Dorcadion shirvanicum Bogatchev, 1934
- Dorcadion shushense Lazarev, 2010
- Dorcadion sinopense Breuning, 1962
- Dorcadion sinuatevittatum Pic, 1937
- Dorcadion sisianense Lazarev, 2009
- Dorcadion sodale Hampe, 1852
- Dorcadion sokolowi Jakovlev, 1899
- Dorcadion sonjae Peks, 1993
- Dorcadion spectabile Kraatz, 1873
- Dorcadion steineri Holzschuh, 1977
- Dorcadion stephaniae Pesarini & Sabbadini, 2003
- Dorcadion striolatum Kraatz, 1873
- Dorcadion sturmii Frivaldszky, 1837
- Dorcadion subcinctellum Breuning, 1962
- Dorcadion subinterruptum Pic, 1900
- Dorcadion subsericatum Pic, 1901
- Dorcadion subvestitum Daniel K., 1900
- Dorcadion sulcipenne Küster, 1847
- Dorcadion syriense Breuning, 1943
- Dorcadion taborskyi Heyrovský, 1941
- Dorcadion talyschense Ganglbauer, 1884
- Dorcadion tauricum Waltl, 1838
- Dorcadion taygetanum Pic, 1902
- Dorcadion tebrisicum Plavilstshikov, 1951
- Dorcadion theophilei Pic, 1898
- Dorcadion thessalicum Pic, 1916
- Dorcadion tuerki Ganglbauer, 1884
- Dorcadion tuleskovi Heyrovský, 1937
- Dorcadion turcicum Breuning, 1963
- Dorcadion turkestanicum Kraatz, 1881
- Dorcadion ullrichi D. Bernhauer, 1988
- Dorcadion urmianum Plavilstshikov, 1937
- Dorcadion valonense Pic, 1917
- Dorcadion variegatum Ganglbauer, 1884
- Dorcadion veluchense Pic, 1903
- Dorcadion vincenzae Pesarini & Sabbadini, 2007
- Dorcadion wagneri Küster, 1846
- Dorcadion weyersii Fairmaire, 1866
- Dorcadion xerophilum Pesarini & Sabbadini, 2007
- Dorcadion zanteanum (Breuning & Villiers, 1967)
- Dorcadion janssensi Breuning, 1966
- Dorcadion quadrimaculatum Küster, 1848
- Dorcadion triste Frivaldszky, 1845
- Dorcadion wolfi Krätschmer, 1985
- Dorcadion escherichi Ganglbauer, 1897
- Dorcadion glabrofasciatum Daniel K., 1900
- Dorcadion ledereri Thomson, 1865
- Dorcadion parallelum Küster, 1847
- Dorcadion walteri Holzschuh, 1991
- Dorcadion abakumovii Thomson, 1865
- Dorcadion alakoliense Danilevsky, 1988
- Dorcadion cephalotes (Jakovlev, 1890)
- Dorcadion ganglbaueri Jakovlev, 1897
- Dorcadion gebleri Kraatz, 1873
- Dorcadion glicyrrhizae (Pallas, 1773)
- Dorcadion tenuelineatum Jakovlev, 1895
- Dorcadion validipes (Jakovlev, 1906)